# Campionatul mondial de escaladă
Campionatul mondial de escaladă este o competiție internațională bienală de escaladă sportivă organizată de Federația Internațională de Escaladă Sportivă (IFSC), începând din sezonul 1991.
În cadrul evenimentului sunt patru specialități: lead (dificultate), bouldering, speed (viteză) și combinată. Specialitatea bouldering este prezentă abia din 2001, în timp ce competiția combinată a început în 2012.
Pe 21 noiembrie 2009, în cadrul unei întâlniri organizatorice la Barcelona, IFSC a decis să mute Campionatul Mondial de la anii impari la ani pari, începând cu ediția din 2012. Această decizie a fost luată pentru a preveni desfășurarea Jocurilor Mondiale și Campionatelor Mondiale în același an, facilitând astfel atât federația, cât și sportivii.

## Ediții
| An   | Loc        | Data               | Discipline | Discipline | Discipline | Discipline | Discipline | Note   |
| ---- | ---------- | ------------------ | ---------- | ---------- | ---------- | ---------- | ---------- | ------ |
| An   | Loc        | Data               | număr      | lead       | speed      | boulder    | combinată  | Note   |
| 1991 | Frankfurt  | 2 octombrie        | 2          | •          | •          |            |            | [ 2 ]  |
| 1993 | Innsbruck  | 30 aprilie         | 2          | •          | •          |            |            | [ 3 ]  |
| 1995 | Geneva     | 6 mai              | 2          | •          | •          |            |            | [ 4 ]  |
| 1997 | Paris      | 1 februarie        | 2          | •          | •          |            |            | [ 5 ]  |
| 1999 | Birmingham | 3 decembrie        | 2          | •          | •          |            |            | [ 6 ]  |
| 2001 | Winterthur | 5 - 8 septembrie   | 3          | •          | •          | •          |            | [ 7 ]  |
| 2003 | Chamonix   | 9 - 13 iulie       | 3          | •          | •          | •          |            | [ 8 ]  |
| 2005 | München    | 1 - 5 iulie        | 3          | •          | •          | •          |            | [ 9 ]  |
| 2007 | Avilés     | 17 – 23 septembrie | 3          | •          | •          | •          |            | [ 10 ] |
| 2009 | Qinghai    | 30 iunie - 5 iulie | 3          | •          | •          | •          |            | [ 11 ] |
| 2011 | Arco       | 15 – 24 iulie      | 3          | •          | •          | •          |            | [ 12 ] |
| 2012 | Paris      | 12 – 16 septembrie | 3          | •          | •          | •          | •          | [ 13 ] |
| 2014 | München    | 21 - 23 august     | 1          |            |            | •          |            | [ 14 ] |
| 2014 | Gijón      | 8 - 14 septembrie  | 2          | •          | •          |            | •          | [ 15 ] |
| 2016 | Paris      | 14 - 18 septembrie | 3          | •          | •          | •          | •          | [ 16 ] |
| 2018 | Innsbruck  | 10 - 16 septembrie | 4          | •          | •          | •          | •          | [ 17 ] |
| 2019 | Hachiōji   | 11 - 21 august     | 4          | •          | •          | •          | •          | [ 18 ] |
| 2021 | Moscova    | 16 - 21 septembrie | 4          | •          | •          | •          | •          | [ 19 ] |
| 2021 | Berna      | 1 - 12 august      | 4          | •          | •          | •          | •          | [ 20 ] |

## Medalii bărbați

### Lead
| An   | Aur                      | Argint                   | Bronz                                     |
| 1991 | François Legrand         | Yuji Hirayama            | Guido Köstermeyer                         |
| 1993 | François Legrand         | Stefan Glowacz           | Yuji Hirayama                             |
| 1995 | François Legrand         | Arnaud Petit             | Elie Chevieux                             |
| 1997 | François Petit           | Chris Sharma             | François Legrand                          |
| 1999 | Bernardino Lagni         | Yuji Hirayama            | Maksym Petrenko                           |
| 2001 | Gérome Pouvreau          | Tomáš Mrázek             | François Petit                            |
| 2003 | Tomáš Mrázek             | Patxi Usobiaga           | David Caude                               |
| 2005 | Tomáš Mrázek             | Patxi Usobiaga           | Alexandre Chabot                          |
| 2007 | Ramón Julián Puigblanque | Patxi Usobiaga           | Cédric Lachat Tomáš Mrázek Jorg Verhoeven |
| 2009 | Patxi Usobiaga           | Adam Ondra               | David Lama                                |
| 2011 | Ramón Julián Puigblanque | Jakob Schubert           | Adam Ondra                                |
| 2012 | Jakob Schubert           | Sean McColl              | Adam Ondra                                |
| 2014 | Adam Ondra               | Ramón Julián Puigblanque | Sachi Amma                                |
| 2016 | Adam Ondra               | Jakob Schubert           | Gautier Supper                            |
| 2018 | Jakob Schubert           | Adam Ondra               | Alex Megos                                |
| 2019 | Adam Ondra               | Alex Megos               | Jakob Schubert                            |
| 2021 | Jakob Schubert           | Luka Potočar             | Hamish McArthur                           |
| 2023 | Jakob Schubert           | Sorato Anraku            | Alexander Megos                           |

### Boulder
| An   | Aur                  | Argint            | Bronz           |
| 2001 | Mauro Calibani       | Frédéric Tuscan   | Christian Core  |
| 2003 | Christian Core       | Jérôme Meyer      | Tomasz Oleksy   |
| 2005 | Salavat Rakhmetov    | Kilian Fischhuber | Gérome Pouvreau |
| 2007 | Dmitrij Šarafutdinov | Martin Stranik    | Cédric Lachat   |
| 2009 | Alexey Rubtsov       | Rustam Gelmanov   | David Barrans   |
| 2011 | Dmitrij Šarafutdinov | Adam Ondra        | Rustam Gelmanov |
| 2012 | Dmitrij Šarafutdinov | Kilian Fischhuber | Rustam Gelmanov |
| 2014 | Adam Ondra           | Jernej Kruder     | Jan Hojer       |
| 2016 | Tomoa Narasaki       | Adam Ondra        | Manuel Cornu    |
| 2018 | Kai Harada           | Chon Jong-won     | Gregor Vezonik  |
| 2019 | Tomoa Narasaki       | Jakob Schubert    | Yannick Flohé   |
| 2021 | Kokoro Fujii         | Tomoa Narasaki    | Manuel Cornu    |
| 2023 | Mickael Mawem        | Mejdi Schalck     | Lee Do-hyun     |

### Speed
| An   | Aur                   | Argint               | Bronz                 |
| 1991 | Hans Florine          | Jacky Godoffe        | Kairat Rakhmetov      |
| 1993 | Vladimir Netsvetaev   | Serik Kazbekov       | Yevgen Kryvosheytsev  |
| 1995 | Andrey Vedenmeer      | Milan Benian         | Vladimir Netsvetaev   |
| 1997 | Daniel Andrada        | Yevgen Kryvosheytsev | Dmitri Bytchkov       |
| 1999 | Vladimir Zakharov     | Vladimir Netsvetaev  | Alexei Gadeev         |
| 2001 | Maksym Styenkovyy     | Vladimir Zakharov    | Tomasz Oleksy         |
| 2003 | Maksym Styenkovyy     | Tomasz Oleksy        | Alexander Peshekhonov |
| 2005 | Evgenij Vajcechovskij | Maksym Styenkovyy    | Sergej Sinicyn        |
| 2007 | Qixin Zhong           | Manuel Escobar       | Sergej Sinicyn        |
| 2009 | Qixin Zhong           | Alexandr Nigmatulin  | Ivan Novikov          |
| 2011 | Qixin Zhong           | Stanislav Kokorin    | Danylo Boldyrev       |
| 2012 | Qixin Zhong           | Libor Hroza          | Dmitrii Timofeev      |
| 2014 | Danylo Boldyrev       | Stanislav Kokorin    | Reza Alipour          |
| 2016 | Marcin Dzieński       | Reza Alipour         | Aleksandr Shikov      |
| 2018 | Reza Alipour          | Bassa Mawem          | Stanislav Kokorin     |
| 2019 | Ludovico Fossali      | Jan Kříž             | Stanislav Kokorin     |
| 2021 | Danyil Boldyrev       | Erik Noya Cardona    | Noah Bratschi         |
| 2023 | Matteo Zurloni        | Long Jinbao          | Rahmad Adi Mulyono    |

### Combinată
| An   | Aur            | Argint         | Bronz             |
| 2012 | Sean McColl    | Thomas Tauporn | Cédric Lachat     |
| 2014 | Sean McColl    | Jan Hojer      | Alban Levier      |
| 2016 | Sean McColl    | Manuel Cornu   | David Firnenburg  |
| 2018 | Jakob Schubert | Adam Ondra     | Jan Hojer         |
| 2019 | Tomoa Narasaki | Jakob Schubert | Rishat Khaibullin |
| 2021 | Yannick Flohé  | Philipp Martin | Fedir Samoilov    |
| 2023 | Jakob Schubert | Colin Duffy    | Tomoa Narasaki    |

## Medalii femei

### Lead
| An   | Aur              | Argint             | Bronz               |
| 1991 | Susi Good        | Isabelle Patissier | Robyn Erbesfield    |
| 1993 | Susi Good        | Robyn Erbesfield   | Isabelle Patissier  |
| 1995 | Robyn Erbesfield | Laurence Guyon     | Liv Sansoz          |
| 1997 | Liv Sansoz       | Muriel Sarkany     | Marietta Uhden      |
| 1999 | Liv Sansoz       | Muriel Sarkany     | Elena Ovtchinnikova |
| 2001 | Martina Cufar    | Muriel Sarkany     | Chloé Minoret       |
| 2003 | Muriel Sarkany   | Emilie Pouget      | Sandrine Levet      |
| 2005 | Angela Eiter     | Emily Harrington   | Akiyo Noguchi       |
| 2007 | Angela Eiter     | Muriel Sarkany     | Maja Vidmar         |
| 2009 | Johanna Ernst    | Kim Ja-in          | Maja Vidmar         |
| 2011 | Angela Eiter     | Kim Ja-in          | Magdalena Röck      |
| 2012 | Angela Eiter     | Kim Ja-in          | Johanna Ernst       |
| 2014 | Kim Ja-in        | Mina Markovič      | Magdalena Röck      |
| 2016 | Janja Garnbret   | Anak Verhoeven     | Mina Markovič       |
| 2018 | Jessica Pilz     | Janja Garnbret     | Kim Ja-in           |
| 2019 | Janja Garnbret   | Mia Krampl         | Ai Mori             |
| 2021 | Seo Chae-hyun    | Natalia Grossman   | Laura Rogora        |
| 2023 | Ai Mori          | Janja Garnbret     | Seo Chae-hyun       |

### Boulder
| An   | Aur              | Argint           | Bronz                    |
| 2001 | Myriam Motteau   | Sandrine Levet   | Nataliya Perlova         |
| 2003 | Sandrine Levet   | Nataliya Perlova | Fanny Rogeaux            |
| 2005 | Olga Shalagina   | Yulia Abramchuk  | Vera Kotasova-Kostruhova |
| 2007 | Anna Stöhr       | Akiyo Noguchi    | Olga Bibik               |
| 2009 | Yulia Abramchuk  | Olga Shalagina   | Anna Stöhr               |
| 2011 | Anna Stöhr       | Sasha DiGiulian  | Juliane Wurm             |
| 2012 | Mélanie Sandoz   | Olga Iakovleva   | Anna Stöhr               |
| 2014 | Juliane Wurm     | Alex Puccio      | Akiyo Noguchi            |
| 2016 | Petra Klingler   | Miho Nonaka      | Akiyo Noguchi            |
| 2018 | Janja Garnbret   | Akiyo Noguchi    | Staša Gejo               |
| 2019 | Janja Garnbret   | Akiyo Noguchi    | Shauna Coxsey            |
| 2021 | Natalia Grossman | Camilla Moroni   | Staša Gejo               |
| 2023 | Janja Garnbret   | Oriane Bertone   | Brooke Rabatou           |

### Speed
| An   | Aur                         | Argint             | Bronz                |
| 1991 | Isabelle Dorsimond          | Agnès Brard        | Venera Chereshneva   |
| 1993 | Olga Bibik                  | Isabelle Dorsimond | Renata Piszczek      |
| 1995 | Natalie Richer              | Cecile Avezou      | Renata Piszczek      |
| 1997 | Tatiana Ruyga               | Irina Zaytseva     | Olga Bibik           |
| 1999 | Olga Zakharova              | Olena Ryepko       | Natalia Novikova     |
| 2001 | Olena Ryepko                | Mayya Piratinskaya | Svetlana Sutkina     |
| 2003 | Olena Ryepko                | Tatiana Ruyga      | Valentina Yurina     |
| 2005 | Olena Ryepko                | Valentina Yurina   | Edyta Ropek          |
| 2007 | Tatiana Ruyga               | Edyta Ropek        | Valentina Yurina     |
| 2009 | He Cuilian                  | He Cuifang         | Li Chunhua           |
| 2011 | Mariia Krasavina            | Anna Tsyganova     | Tamara Kuznetsova    |
| 2012 | Yuliya Levochkina           | Iuliia Kaplina     | Natalia Titova       |
| 2014 | Alina Gaidamakina           | Klaudia Buczek     | Aleksandra Rudzińska |
| 2016 | Anna Tsyganova              | Anouck Jaubert     | Iuliia Kaplina       |
| 2018 | Aleksandra Rudzińska        | Anna Brożek        | Maria Krasavina      |
| 2019 | Aleksandra Mirosław         | Di Niu             | Anouck Jaubert       |
| 2021 | Natalia Kalucka             | Iuliia Kaplina     | Aleksandra Miroslaw  |
| 2023 | Desak Made Rita Kusuma Dewi | Emma Hunt          | Aleksandra Miroslaw  |

### Combinată
| An   | Aur               | Argint           | Bronz           |
| 2012 | Kim Ja-in         | Cécile Avezou    | Petra Klingler  |
| 2014 | Charlotte Durif   | Petra Klingler   | Mina Markovič   |
| 2016 | Elena Krasovskaya | Claire Buhrfeind | Charlotte Durif |
| 2018 | Janja Garnbret    | Sa Sol           | Jessica Pilz    |
| 2019 | Janja Garnbret    | Akiyo Noguchi    | Shauna Coxsey   |
| 2021 | Jessica Pilz      | Mia Krampl       | Elnaz Rekabi    |
| 2023 | Janja Garnbret    | Jessica Pilz     | Ai Mori         |

## Medalii pe națiuni
Actualizat la campionatele mondiale de la Berna (2023).
| Poz. | Țară                       |    |    |    | Total |
| ---- | -------------------------- | -- | -- | -- | ----- |
| 1    | Rusia                      | 16 | 14 | 23 | 53    |
| 2    | Austria                    | 15 | 7  | 8  | 30    |
| 3    | Franța                     | 14 | 17 | 17 | 48    |
| 4    | Ucraina                    | 11 | 7  | 5  | 23    |
| 5    | Slovenia                   | 9  | 7  | 5  | 21    |
| 6    | Cehia                      | 6  | 10 | 4  | 20    |
| 7    | Japonia                    | 5  | 9  | 8  | 23    |
| 8    | Polonia                    | 5  | 4  | 9  | 18    |
| 9    | China                      | 5  | 4  | 1  | 10    |
| 10   | Italia                     | 6  | 1  | 2  | 9     |
| 11   | Spania                     | 4  | 5  | 0  | 9     |
| 12   | Statele Unite ale Americii | 3  | 9  | 4  | 16    |
| 13   | Coreea de Sud              | 3  | 5  | 4  | 12    |
| 14   | Elveția                    | 3  | 1  | 5  | 9     |
| 15   | Canada                     | 3  | 1  | 0  | 4     |
| 16   | Belgia                     | 2  | 6  | 0  | 8     |
| 17   | Germania                   | 2  | 5  | 9  | 16    |
| 18   | Iran                       | 1  | 1  | 2  | 4     |
| 19   | Indonezia                  | 1  | 0  | 1  | 2     |
| 20   | Kazahstan                  | 0  | 1  | 3  | 4     |
| 21   | Venezuela                  | 0  | 1  | 0  | 1     |
| 22   | Regatul Unit               | 0  | 0  | 4  | 4     |
| 23   | Serbia                     | 0  | 0  | 2  | 2     |
| 24   | Țările de Jos              | 0  | 0  | 1  | 1     |

## Multipli campioni ale campionatelor mondiale lead
Următoarele tabele prezintă toți sportivii ce au câștigat cel puțin două campionate mondiale lead.

### Bărbați
| Nume                     | Campionate mondiale lead |
| ------------------------ | ------------------------ |
| François Legrand         | 3                        |
| Adam Ondra               | 3                        |
| Tomáš Mrázek             | 2                        |
| Ramón Julián Puigblanque | 2                        |
| Jakob Schubert           | 2                        |

### Femei
| Nume           | Campionate mondiale lead |
| -------------- | ------------------------ |
| Angela Eiter   | 4                        |
| Janja Garnbret | 2                        |
| Susi Good      | 2                        |
| Liv Sansoz     | 2                        |

## Multipli campioni ale campionatelor mondiale boulder
Următoarele tabele prezintă toți sportivii ce au câștigat cel puțin două campionate mondiale boulder.

### Bărbați
| Nume                 | Campionate mondiale boulder |
| -------------------- | --------------------------- |
| Dmitrij Šarafutdinov | 3                           |
| Tomoa Narasaki       | 2                           |

### Femei
| Nume           | Campionate mondiale boulder |
| -------------- | --------------------------- |
| Janja Garnbret | 2                           |
| Anna Stöhr     | 2                           |

## Multipli campioni ale campionatelor mondiale speed
Următoarele tabele prezintă toți sportivii ce au câștigat cel puțin două campionate mondiale speed.

### Bărbați
| Nume              | Campionate mondiale speed |
| ----------------- | ------------------------- |
| Zhong Qixin       | 4                         |
| Maksym Styenkovyy | 2                         |

### Femei
| Nume                | Campionate mondiale speed |
| ------------------- | ------------------------- |
| Olena Ryepko        | 3                         |
| Aleksandra Mirosław | 2                         |
| Tatiana Ruyga       | 2                         |

## Multipli campioni ale campionatelor mondiale combinată
Următoarele tabele prezintă toți sportivii ce au câștigat cel puțin două campionate mondiale combinată.

### Bărbați
| Nume        | Campionate mondiale combinată |
| ----------- | ----------------------------- |
| Sean McColl | 3                             |

### Femei
| Nume           | Campionate mondiale combinată |
| -------------- | ----------------------------- |
| Janja Garnbret | 2                             |